# Dezidualisierung
Dezidualisierung bezeichnet einen Prozess in der Sekretionsphase des Menstruationszyklus der Frau.
Bei der Dezidualisierung beginnen sich die Stromazellen, vor allem unter Einfluss von Progesteron, im Bereich des stratum compactum zu Deziduazellen zu entwickeln. Dabei nehmen die Zellen eine epitheloide Form an, lagern Glykogen und Fett ein, werden abgerundet und dicht aneinander gepresst. Dieser Vorgang geschieht unabhängig davon, ob die Eizelle befruchtet wird oder nicht. Der Dezidualisierungsprozess wird jedoch erst nach erfolgreicher Implantation der Blastozyste vollendet.